# Roland Liboton
Roland Liboton (Lovaina, Brabant Flamenc, 6 de març de 1957) és un ciclista belga que fou professional entre 1979 i 1992. Es dedicà principalment al ciclocròs, modalitat en la qual aconseguí quatre campionats del món, deu títols nacionals i tres edicions del Superprestige, entre moltes altres victòries.

## Palmarès
- Campió del món de ciclocròs amateur: 1978
- Campió del món de ciclocròs: 1980, 1982, 1983 i 1984
- Campió de Bèlgica de ciclocròs: 1980, 1981, 1982, 1983, 1984, 1985, 1986, 1987, 1988, 1989
- Superprestige: 1984-1985, 1985-1986 i 1987-1988